# Stormester (tv-program)
 For alternative betydninger, se Stormester. (Se også artikler, som begynder med Stormester)
Stormester er et dansk underholdningsprogram, som blev sendt for første gang i 2018 på TV 2. Programmet er den danske udgave af det britiske tv-program Taskmaster, hvor fem kendte danskere skal udføre en række (ofte mærkværdige) opgaver, hvor udførslen efterfølgende bedømmes af programmets værter, “Stormesteren” Lasse Rimmer og hans assistent, Mark Le Fêvre. Programmet består af otte sæsoner samt specialudgaver som Vindernes Vinder, En Chance Til, seks julespecials og en nytårsspecial. En 9. sæson havde premiere den 6. juni 2025.
Programmet foregår live foran et publikum over flere afsnit, hvor deltagerne og værterne gennemgår deltagernes udførsler af opgaverne. Efter hver opgave bestemmer Stormesteren, hvor mange point hver deltager skal tildeles alt efter hvor god udførsel opgaven er løst med.

## Format

### Optagelser og opgaver
Optagelserne til programmet finder sted i enten et palæ eller villa, oftest i det nordøstlige Sjælland, og er hidtil forgået i villaer i Charlottenlund, Espergærde og Værløse. Husene er ofte til salg, mens optagelserne står på og omgivelserne skifter derfor ofte ved hver sæson, når husene er blevet solgt.
Hver deltager tilbringer omkring fire dage alene i huset med produktionsholdet under optagelserne af programmet, hvor de løser omkring ti opgaver om dagen. På denne måde for at undgå at deltagerne bliver influeret af de øvrige deltageres udførsler af opgaverne. Opgaverne udleveres til deltagerne af stormesterens assistent, Mark Le Fêvre (som også superviserer deltagernes udførsel), hvorefter opgaverne læses højt for publikum. Opgaverne varierer, men skal oftest løses hurtigst muligt, men sommetider også mest kreativt. Der lægges samtidig op til af der skal tænkes yderst kreativt og bogstaveligt, ligesom at deltagerne må bruge alle genstande og rekvisitter i huset til at udføre opgaverne.
Flere måneder efter optagelserne, optages liveshowsene i Glassalen i Tivoli (har også været i Cirkusteltet på Bakken), hvor værterne og deltagerne gennemgår deltagernes udførsel af opgaverne foran et livepublikum.

### Point
Stormesteren, Lasse Rimmers, pointuddeling sker efter hver gennemgang af en opgave og pointene tildeles alt efter hvor hurtig, korrekt, kreativ, opfindsom og underholdende udførslen var. Der uddeles typisk mellem 1-5 point, men det er også set at nogle deltagere har modtaget mere end fem point og nogle har modtaget minuspoint. Hvis Stormesteren finder at en deltager har brudt opgavens regler, har snydt eller der er sket en ukorrekt eller manglende udførsel, kan deltageren diskvalificeres og modtage nul point.
Hvert program afsluttes med en sidste opgave, som bliver udført live på scenen foran publikum. Herefter uddeles den sidste omgang point og vinderen af dagens program kåres. Er der pointlighed, vinder den deltager, der har vundet flest opgaver i løbet af dagens program. Vinderen vinder herefter en præmie, som er blevet udloddet af en af de andre deltagere. Tidligere udloddede præmier er bl.a. Stephania Potalivos astmaspray, Nikolaj Stockholms briller, Jesper Kleins Bodilpris (udloddet af Sebastian Klein) og Anders Lund Madsens “gamle jeg”.
Ved sæsonens sidste afsnit sammenlægges alle deltagernes point og placeringer og sæsonens samlede vinder kåres og vinder en guldbelagt buste af Stormesteren.

## Sæsonoversigt
| Sæsoner | Sæsoner         | Episoder | Oprindelig sendt   | Oprindelig sendt  |
| Sæsoner | Sæsoner         | Episoder | Start              | Slut              |
| ------- | --------------- | -------- | ------------------ | ----------------- |
|         | 1               | 8        | 25. august 2018    | 13. oktober 2018  |
|         | 2               | 8        | 19. april 2019     | 31. maj 2019      |
|         | Julespecial I   | 1        | 26. december 2019  | 26. december 2019 |
|         | 3               | 8        | 29. maj 2020       | 10. juli 2020     |
|         | Julespecial II  | 1        | 27. december 2020  | 27. december 2020 |
|         | 4               | 8        | 20. februar 2021   | 3. april 2021     |
|         | 5               | 8        | 25. september 2021 | 20. november 2021 |
|         | Julespecial III | 1        | 28. december 2021  | 28. december 2021 |
|         | 6               | 8        | 5. november 2022   | 17. december 2022 |
|         | Julespecial IV  | 1        | 25. december 2022  | 25. december 2022 |
|         | 7               | 8        | 17. juni 2023      | 28. juli 2023     |
|         | VV              | 4        | 4. november 2023   | 25. november 2023 |
|         | Julespecial V   | 1        | 25. december 2023  | 25. december 2023 |
|         | CC              | 4        | 16. marts 2024     | 6. april 2024     |
|         | 8               | 8        | 7. juni 2024       | 9. august 2024    |
|         | Julespecial VI  | 1        | 25. december 2024  | 25. december 2024 |
|         | Nytårsspecial   | 1        | 3. januar 2025     | 3. januar 2025    |
|         | 9               | 8        | 6. juni 2025       | 25. juli 2025     |

## Medvirkende og resultat
| År   | Sæson            | Placering             | Placering              | Placering            | Placering                | Placering                |
| År   | Sæson            | 1. plads              | 2. plads               | 3. plads             | 4. plads                 | 5. plads                 |
| ---- | ---------------- | --------------------- | ---------------------- | -------------------- | ------------------------ | ------------------------ |
| 2018 | 1                | Christian Fuhlendorff | Lina Rafn              | Ruben Søltoft        | Julie Ølgaard            | Nikolaj Stokholm         |
| 2019 | 2                | Sofie Linde           | Thomas Warberg         | Stephania Potalivo   | Melvin Kakooza           | Jacob Taarnhøj           |
| 2019 | Julespecial I    | Sofie Linde           | Melvin Kakooza         | Jacob Taarnhøj       | Stephania Potalivo       | Thomas Warberg           |
| 2020 | 3                | Victor Lander         | Lise Baastrup          | Jesper Groth         | Sarah Grünewald          | Heino Hansen             |
| 2020 | Julespecial II   | Lise Baastrup         | Jesper Groth           | Victor Lander        | Sarah Grünewald          | Heino Hansen             |
| 2021 | 4                | Annika Aakjær         | Neel Rønholt           | Jakob Thrane         | Mahamad Habane           | Anders Breinholt         |
| 2021 | 5                | Jonas Mogensen        | Simon Talbot           | Tobias Rahim         | Linda P                  | Sofie Jo Kaufmanas       |
| 2021 | Julespecial III  | Jakob Thrane          | Annika Aakjær          | Anders Breinholt     | Neel Rønholt             | Mahamad Habane           |
| 2022 | 6                | Simon Jul Jørgensen   | Sebastian Klein        | Julie Rudbæk         | Martin Johannes Larsen   | Eva Jin                  |
| 2022 | Julespecial IV   | Eva Jin               | Martin Johannes Larsen | Julie Rudbæk         | Simon Jul Jørgensen      | Sebastian Klein          |
| 2023 | 7                | Hadi Ka-koush         | Anders Lund Madsen     | Petra Nagel          | Jesper Ole Feit Andersen | Kathrine Abrahamsen      |
| 2023 | Vindernes Vinder | Christian Fuhlendorff | Sofie Linde            | Annika Aakjær        | Jonas Mogensen           | Victor Lander            |
| 2023 | Julespecial V    | Anders Lund Madsen    | Kathrine Abrahamsen    | Petra Nagel          | Hadi Ka-koush            | Jesper Ole Feit Andersen |
| 2024 | En Chance Til    | Jacob Taarnhøj        | Thomas Warberg         | Sofie Jo Kaufmanas   | Linda P                  | Eva Jin                  |
| 2024 | 8                | Carsten Eskelund      | Puk Elgaard            | Natasha Brock        | Tobias Dybvad            | Mathias Helt             |
| 2024 | Julespecial VI   | Puk Elgård            | Mathias Helt           | Natasha Brock        | Carsten Eskelund         | Tobias Dybvad            |
| 2025 | Nytårsspecial    | Ditte Hansen          | Clement Kjersgaard     | Fredrik Trudslev     | Liam O'Connor            | Rosa Kildahl             |
| 2025 | 9                | David Minerba         | Ane Høgsberg           | Mikkel Klint Thorius | Mette Søndergaard        | Lars Hjortshøj           |